# Zenbook

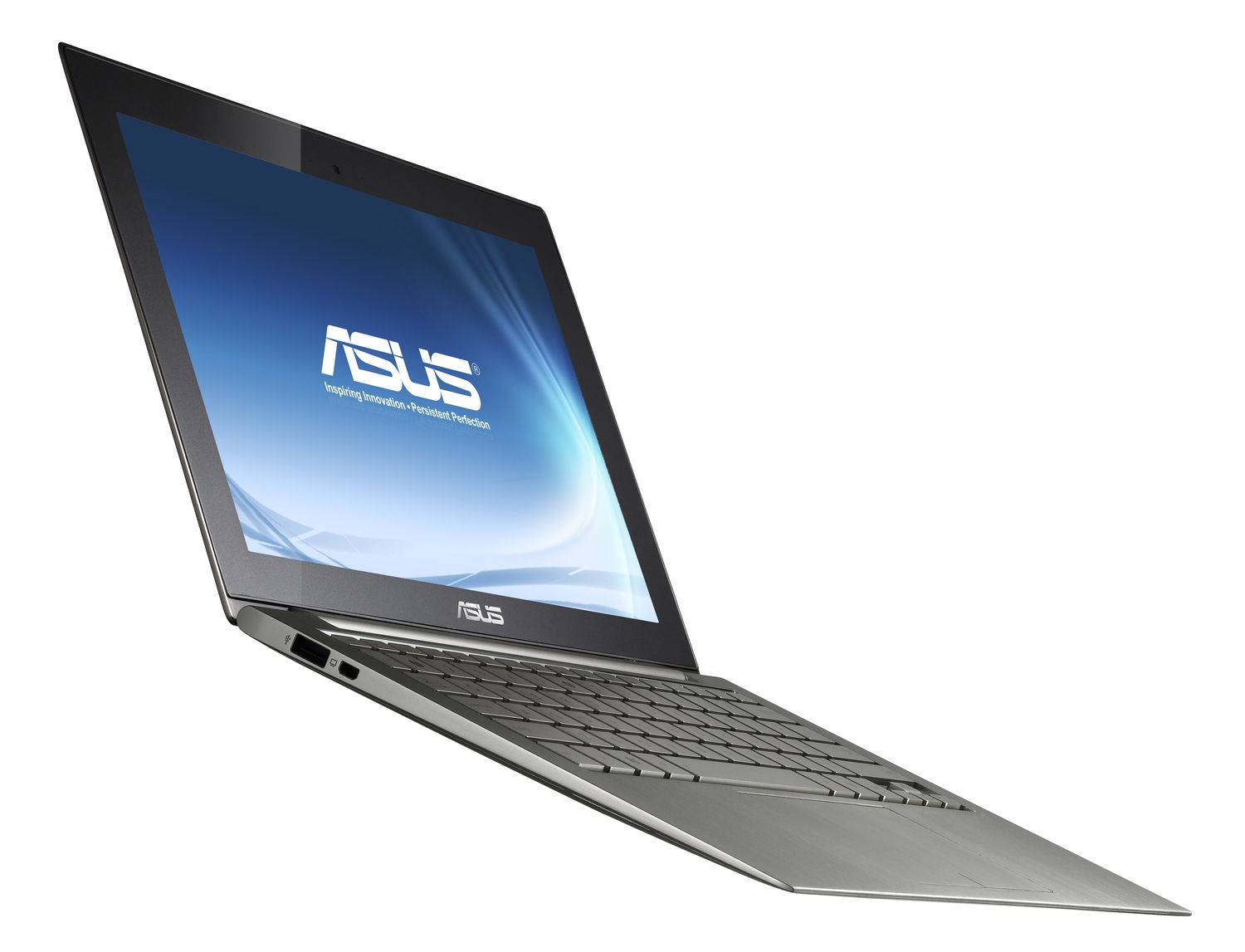
Asus Zenbook

O Zenbook é um ultrabook da ASUS, conhecida fabricante de placas de vídeo e placas mãe, e é considerado o mais fino do mercado, possuindo apenas 3 mm de frente, e 9 mm de trás. Mais fino que o MacBook Air da Apple. Seu design é baseado nos ponteiros do relógio, de acordo com o fabricante. Ele é muito resistente, sendo seu chassi fabricado em alumínio, de cor prata (alumínio escovado). Foram lançados dois modelos: o UX21 (de 11,6" (LED 1366x768), CPU CORE I5 2467M, com dois núcleos rodando a 1,6 GHz com overclock dinâmico de até 2,3 GHz e o UX31 (de 13,3" (LED 1600x900), CPU CORE I7, ambos com processadores da segunda geração da família CORE Ivy Bridge, da Intel.
 Na nova versão intitulada de Prime, a Asus apresenta 4 novas versões do Zenbook: UX21A, UX31A , UX32A e o UX32VD. Disponível no mercado brasileiro desde novembro de 2011, o preço sugerido na época é de R$ 3.999,00 para o modelo UX21, e R$ 5.999,00 para o modelo UX31. Os modelos Prime ainda não foram divulgados para o Brasil, mas no Estados Unidos a previsão é de que será vendido em torno de $ 1.099,00 dólares a versão mais barata.

## História
O Zenbook foi apresentado pelo presidente da empresa, Jonney Shih, em Nova York. É o primeiro ultrabook da ASUS. No evento Computex 2012, em Taiwan, foi apresentado a nova versão do Zenbook: Prime.

## Especificações

### Sistema Operacional
As versões UX21 e UX31 vem com o sistema operacional Windows 7 Home Premium, de 64 bits, com o  Service Pack 1 (SP1) instalado, e atualizado.

### Memória Principal
O Zenbook vem com memória principal de 4 GB, tecnologia DDR3 SDRAM, de 1333 MHz de velocidade.

### Armazenamento
Nas versões UX21 e UX31, vem com a unidade de armazenamento em estado sólido de tecnologia SSD de 128 GB ou 256 GB, SATA III. Justifica-se sua velocidade de inicializar o sistema tão rapidamente, pois a tecnologia do SATA III permite taxa de tranferência de dados de 6 Gb/s, ou seja, o dobro de velocidade do SATA II, que opera em uma taxa de transferência de 3 Gb/s. Nas novas versões Prime a tecnologia utilizada continua sendo SSD, sendo no modelo UX32A a única exceção com armazenamento híbrido, 24 GB SSD e 500 GB rígido, combatendo com o ponto negativo de ter menor espaço para seus arquivos, em razão de usar drive de memória SSD (tecnologia mais cara) no lugar de HD.

### Peculiaridades
Uma de suas peculiaridades é a rápida inicialização do sistema operacional. Usa uma tecnologia exclusiva da ASUS, o Super Hybrid Engine II, com o qual em apenas 2 segundos, ao voltar do modo standby, o sistema está novamente pronto para uso.
Outra característica importante é a bateria. Nos dois modelos UX21 e UX31, é de 50W, durando até 7 horas, em pleno funcionamento. Já em standby, dura incríveis 14 dias (modelo UX31).
A ausência de uma placa de vídeo faz com que os dois computadores dependam da Intel HD Graphics 3000, que é uma ótima controladora gráfica para os padrões do vídeo on board.
Seu design é fino e o facto de isso acontecer é por não haver bult-in de DVD ROM, o que fará com que o comprador faça aquisição de DVD ROM externo caso haja necessidade de uso desta tecnologia.
O modelo impressiona pela capacidade de trabalhar com diversos tipos de aplicativos de forma tão tranquila quanto outros notebooks com telas de 13 a 16 polegadas. Na comparação com laptops maiores, só ficou atrás ao rodar jogos 3D mais complexos.

### Portas de Entrada e Saída
Tem número limitado de portas de entrada e saída, até pelo seu formato ultrafino, contabilizando 7 (USB2.0, USB3.0, ficha para Áudio, Ficha DC, microHDMI, miniVGA, Leitor de Cartões SD). Uma das portas é de tecnologia USB 2.0, e outra de USB 3.0 (10X mais rápida que o USB 2.0).

### Outras Funcionalidades
Possui  bluetooth V 4.0; câmera de 0.3 megapixels VGA; microfone MEMS MIC; teclado modelo Chiclete.

## Programas

### PowerWiz
Possui um painel de controle próprio formado por widgets que informam o desempenho e autonomia da máquina, como: o PowerWiz que mede a tempo de carga da bateria e autonomia, tanto ligado como em Standby. Esse Widget pode ser utilizado para a avaliação do desempenho também conforme o perfil de uso no ultrabook, como: utilizando a internet, jogando, assistindo vídeos, entre outros.

### Asus Tutor
Tutorial multimídia de utilização do Zenbook, e alguns dos novos recursos, além de outro em formato PDF.

### USB Charger+
Gerenciador dos recursos internos, que permite carregar qualquer dispositivo com o Zenbook desligado, utilizando a porta USB. Essa funcionalidade tem de ser habilitada na BIOS do Zenbook, para que funcione corretamente.

### Asus Tools
Pacote de aplicativos e utilitários organizados através de categorias, como: ferramentas de backup e restauração, entretenimento, internet, antivírus e proteções, ferramentas do sistema, armazenamento na nuvem, sincronização de dados, entre outros.

### Asus Splendid Video Intelligence Technology
Recurso para a utilização da GPU do processador para a melhora da qualidade de vídeos.

### Face Logon
Software para reconhecimento de faces, para efetuar o logon no sistema.

## Modelos
ASUS ZENBOOK™ UX21 (Ultrabook™)
- Processador: Intel® Core™ i5 2467M Processor
- Operating System:	Genuine Windows® 7 Home Premium 64 bit
- Altura-Z:	3mm à frente; 9mm à trás
- Peso: 1,1 kg
- Main Memory:	DDR3 1333 MHz 2GB/4GB (on board)
- Tela:	11.6 (16:9)
- Resolução:	450 nits HD 1366x768
- Instant on:	Inicializar em 2 segundos
- USB charger+:	SIM
- I/O portas:	6 (USB2.0 / USB3.0 / audio jack / DC jack / microHDMI / miniVGA)
- USB3.0:	1 Porta
- Armazenamento:	SATAIII SSD 128GB
- BT:	Bluetooth 4.0
- Bateria:	35W (5+ horas)
- Microfone:	MEMS MIC (Digital MIC)
- Teclado:	268 Chiclit KB
- Câmera:	0.3M
- Áudio:	Bang & Olufsen ICEpower® SonicMaster

ASUS ZENBOOK™ UX31 (Ultrabook™)
- Processador:	Intel® Core™ i7 2677M Processor
- Operating System:	Genuine Windows® 7 Home Premium 64 bit
- Altura-Z:	3mm à frente; 9mm à trás
- Peso: 1,3 kg
- Main Memory:	DDR3 1333 MHz 4GB (on board)
- Tela:	13.3 (16:9)
- Tela / Resolução:	450 nits HD+ 1600X900
- Instant on:	Inicializar em 2 segundos
- USB charger+:	SIM
- I/O portas:	7 (USB2.0 / USB3.0 / audio jack / DC jack / microHDMI / miniVGA / SD card reader)
- USB3.0:	1 Porta
- Armazenamento:		SATAIII SSD 256GB
- BT:	Bluetooth 4.0
- Bateria:	50W (7+ horas)
- Microfone		MEMS MIC (Digital MIC)
- Teclado		286 Chiclit KB
- Câmera		0.3M
- Áudio		Bang & Olufsen ICEpower® SonicMaster